# Louise Hay
Louise Lynn Hay (Los Angeles, 8 oktober 1926 – San Diego, 30 augustus 2017) was een Amerikaanse schrijfster van non-fictieboeken op het gebied van persoonlijke groei. Ze is vooral bekend om haar boeken op het gebied van positief denken.
Hay behoort samen met Joseph Murphy en Erhard F. Freitag tot de bekendste auteurs van de newagebeweging. Op haar 40e ging ze zich concentreren op de leer van Ernest Holmes waarover zij later lessen ging geven. Haar carrière als auteur begon nadat zij was genezen van baarmoederhalskanker. Deze ziekte motiveerde naar Hays eigen zeggen haar "spirituele reiniging", die een essentiële stap in het leven vormt.
Grote bekendheid verwierf ze met haar boek "You can heal your life", dat in 1984 verscheen en enige tijd later weken lang op de New York Times-bestsellerlijst stond. In datzelfde jaar richtte ze haar eigen uitgeverij Hay House op, die uitgaven verzorgde van bekende andere spirituele auteurs zoals Deepak Chopra en Wayne Dyer. 
Naast boeken heeft Hay ook enkele cd's en video's uitgebracht. Haar werk is in 29 talen vertaald. In 2004 zijn wereldwijd ongeveer 50 miljoen exemplaren van haar werk verkocht.
Ze stierf op 90-jarige leeftijd een natuurlijke dood.

## Werken (selectie)
- Je kunt je leven helen[1]
- Gebruik je innerlijke kracht.[2]
- Heel je lichaam[3]
- Je kunt je leven helen Werkboek[4]
- Leef nu![5]
- Je kunt het![6]
- Voor vrouwen die meer willen[7]
- Komt goed![8]
- Diep en mooi[9]
- Machtige gedachten[10]
- Meditaties voor hart en ziel[11]
- Helende meditaties[12]
- Ik hou van mijn lichaam[13]

Voor kinderen schreef zij:
- Ik ben, wat ik denk[14]
- Het Vrolijke Eendje[15]
- Het Wijze Miertje[16]

Het boek Je kunt je leven helen is verfilmd en in Nederland uitgebracht onder de titel Je kunt je leven helen - de film.